# Rhododendron longesquamatum
Rhododendron longesquamatum är en ljungväxtart som beskrevs av Camillo Karl Schneider. Rhododendron longesquamatum ingår i släktet rododendron, och familjen ljungväxter. Utöver nominatformen finns också underarten R. l. glabristylum.

## Bildgalleri

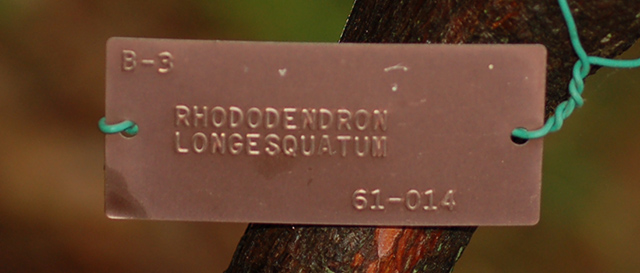